# レンタル執事
『レンタル執事』（-しつじ）は原作：藤咲あゆな、キャラクターデザイン：凪かすみのメディアミックス作品。執事派遣会社「バトラーシステム」を舞台に、個性豊かな執事たちの日常を描く物語。

## 概要
B's-LOG文庫とフロンティアワークスのコラボレーション企画であり、小説とドラマCDを媒体の中心として展開されている。
2008年12月28日より特設サイトでWEB小説を連載（未書籍化）。文庫本はB's-LOG文庫より発行。ドラマCDはフロンティアワークスより発売。なお、WEB小説、文庫本、ドラマCDの内容は、各々藤咲あゆなの書き下ろしである。

## あらすじ
父親の経営していた会社が倒産し、裕福なお坊ちゃまとしての暮らしが突然一変した主人公・天上天河。天上家の元執事である江古田元蔵（通称：チエホフ）の許に身を寄せ、江古田の設立した執事派遣会社「バトラーシステム」（通称：バトシス）で見習い執事として働くことになる。
個性豊かな執事たちの中で、一人前の執事を目指す元お坊ちゃまのコミカルストーリー。

## 登場人物

### バトラーシステム
天上天河（てんじょう てんが）
声：下野紘
年齢：16歳 / 身長：167cm / 誕生日：8月3日 / 血液型：O型 / 星座：獅子座
本作品の主人公。IT企業の御曹司だったが、誕生日にその会社が倒産したことで父親が失踪してしまい、今までの裕福な生活から一転し、自活を余儀なくされる。無一文で天涯孤独となってからは、家の執事として働いていた江古田の好意でバトシスで見習いとして勤めながら、（父親が卒業までの3年間分の学費を前納金していたので）今まで通りの学校に通っている。負けん気が強い性格で（反抗期ということもあって）けんかっ早いが、江古田によると根は真面目で素直な性格らしい。また困っている人を見捨てられない部分もある。特技はヴァイオリン演奏で、ピアノも弾ける。現在はバトシス社内にある寮で生活している。母親は天河が6歳の時に失踪している。
江古田元蔵（えこだ げんぞう）
声：小山力也
年齢：55歳 / 身長：170cm / 誕生日：4月2日 / 血液型：A型 / 星座：牡羊座
「バトラーシステム」の設立者であり、執事の養育に励むこの道30年のベテラン執事。愛称はチエホフ（天河命名）。天河が3歳の時から13年間、天上家に仕えていた執事であり、一文無しとなり自社の従業員となった今でも、天河のことを「ぼっちゃま」と呼び、我が子のように大切に思っている。天河の父親（江古田にとっては元雇い主）が失踪してからは、身寄りのない天河の保護者でもある。自分より年下や後輩を含め、誰に対しても敬語で話す。紳士的な外見とは裏腹に、涙もろくて可愛いもの好きである（特に「メープルちゃん」というウサギのキャラクターが一番のお気に入りらしい）。寮で生活している。
梶総司（かじ そうじ）
声：石田彰
年齢：20歳 / 身長：175cm / 誕生日：2月4日 / 血液型：A型 / 星座：水瓶座
穏やかな物腰の青年。塵一つ見逃さない掃除のプロ。掃除に関することとなると少々人格が変わるところがあり、散らかっていたり汚い部屋を見ると掃除せずにはいられない性分。自ら進んで人の世話をする事もあり、バトラーシステムにおけるお兄さん的立場に位置する。江古田同様、誰に対しても敬語で話す。高邸とは度々（口論とまではいかないが）対立的な物言いをすることがある。バトシス寮内に住む「モッチー」と呼ばれる2匹の蜘蛛を、バトシスを掃除する時の相棒としている。寮生活組。
ウィリアム・ロレンス
声：高橋広樹
年齢：19歳 / 身長：182cm / 誕生日：11月1日 / 血液型：B型 / 星座：蠍座
語学堪能なイギリス人留学生。生活費が底をついて困っているところを、江古田に声をかけられて執事となった。天河にとっては一番歳が近い執事である。母国で親しまれる紅茶をはじめ、日本茶にも詳しいらしく、お茶全般にこだわりを持っている模様。明るく、誰に対しても友好的に接するが、天然であるのか底が知れない一面が垣間見えることもある。会話の中には、度々英語表現が交じる。家族思いで日本で珍しいものを見つけると実家に送っているらしい。境遇が似ているということもあってか、天河のことを気にかけている様子。寮生活組。
高邸烈（たかやしき れつ）
声：中井和哉
年齢：23歳 / 身長：180cm / 誕生日：5月7日 / 血液型：O型 / 星座：牡牛座
栄養管理士の資格を持った熱血漢。和洋中なんでも作ることができる凄腕の料理人。料理人になるのが子供の頃からの夢で、高校卒業後すぐに調理師免許を取得した。「料理とは食材との戦い」という信念を持つ。「1分でやってやる！」が口癖だが、実際に1分で料理を完成させたことはない。度々自分へ冷静にツッコミを入れてくる梶とは、険悪にはならないが、対立することが多い。テーブルセッティングや片付けも得意。寮生活組。
早見達郎（はやみ たつろう）
声：杉田智和
年齢：32歳 / 身長：175cm / 誕生日：1月11日 / 血液型：A型 / 星座：山羊座
家庭教師もできる執事。雑学を豊富に記憶していて、会話の中でその蘊蓄を事細かく披露するのが癖。学習塾を経営していたことがあるが、その癖が原因で倒産させてしまう。考古学マニアで歴史などにも詳しい。チエホフ同様、誰に対しても常に敬語で話す。寮生活組だが、仕事の依頼が多いためバトシスにいる時間は短い。
間宮巧（まみや たくみ）
声：成田剣
年齢：41歳 / 身長：181cm / 誕生日：11月10日 / 血液型：B型 / 星座：蠍座
バトラーシステムにおけるNo.2執事。江古田の一番弟子でもあり、現在は一人前の立派な執事として活躍している。バトシス内の他の執事（特に天河）に対しては、情に厚い江古田（社長）とバランスをとるように、現実主義者として厳格に振る舞うことが多い。バトシス内では唯一の既婚者であり、溺愛している愛娘・くるみの前ではがらりと表情が変わり、普段の冷静で有能な姿は見る影もなくなってしまう。時代劇が好きらしい。自宅通い。
華神忍（かがみ しのぶ）
声：遊佐浩二
年齢：31歳 / 身長：178cm / 誕生日：10月17日 / 血液型：B型 / 星座：天秤座
元カリスマ美容師の執事。バトシス一の美形な男で、女性を口説くテクニックを天然で体得していて、女性客からの人気は絶大。エステ、ネイル、マッサージなどの理美容に長ける。世間の煩わしさから執事へ転職したらしいが、具体的な理由について本人はあまり語りたがらない。主に仕事ではパーティなど一日限りの業務に絞り、泊まり込みの仕事は基本的に受け付けていない。自宅通い。
小鳩優介（こばと ゆうすけ）
声：神谷浩史
年齢：25歳 / 身長：175cm / 誕生日：11月22日 / 血液型：A型 / 星座：蠍座
動物や子供に好かれ易い体質で、本人も動物が大好き。トリマー、訓練士・トレーナー、ペットシッターなどの資格を持ち、ペットと意思の疎通も図れるらしい。ペットシッターをしていたところ、江古田にスカウトされて執事になった。性格は天然気味。自宅通い。
ヴィクトール本多（- ほんだ）
年齢：28歳 / 身長：172cm / 誕生日：6月6日 / 血液型：AB型 / 星座：双子座
占い師を本業としている執事。高確率であたる占い、十代後半に見間違われるような童顔から、老若男女幅広く人気があり、テレビ番組のコーナーも持っている。フリルのついた衣服を身に纏い、表向きは一人称が「僕」の王子様系キャラクターで通していて、バトシス内など取り繕う必要がない時には一人称が「俺様」になり、尊大な態度になる。天河からは苦手視されている。自宅通い。
皇十夜（すめらぎ とおや）
年齢：26歳 / 身長：182cm / 誕生日：7月20日 / 血液型：A型 / 星座：蟹座
医師免許を持つ執事。実家は病院で、実家が漢方薬局の巽とは家が隣の幼馴染。表情が乏しく、口下手で、何でも数字で言い表そうとする癖がある。以前、巽とは「しゅうちゃん」「トオちゃん」と呼び合っていたらしく、巽と言い合いになるとお互いにその呼び方をすることがある。自宅通い。
巽周一郎（たつみ しゅういちろう）
年齢：26歳 / 身長：181cm / 誕生日：7月20日 / 血液型：O型 / 星座：蟹座
薬剤師の免許を持つ執事。明るく、人好きする性格。実家が漢方薬局で、実家が病院の皇とは家が隣の幼馴染の関係。一方的に皇をライバル視（バトシスで働いているのも皇が働いているからという理由）すると共に、幼い頃から人づきあいに不器用な所がある皇を気にかけている。自宅通い。

### その他
天上青河（てんじょう せいが）
天河の父親。江古田の元雇用者。経営していた会社が倒産及び破産してしまい、天河に置手紙を残して失踪してしまう。
霧島冬樹（きりしま ふゆき）
天河の通う高校のクラスメートで、天河にとって初めての依頼人。プライベートでも言動に私情を挟まないクールな現実主義者。親の経営するアパレル関連会社の子会社の経営を任されている。天河との仲は決して良いと言えるものではなかったが、彼を執事として雇ってからは少しずつ相互理解を経て、打ち解けていくようになる。無愛想な態度は変わらないものの、彼なりに天河の事を気にかけている様子。アメリカに留学中の姉が居る。
田中博人（たなか ひろと）
天河のクラスメイト。クラスのムードメイカーでまとめ役。天河の父親の会社が倒産したことで、大多数の友人が離れていった中、霧島と同様、態度を変えず天河に接する。

## WEB小説
公式サイトに掲載されている、藤咲あゆなの書き下ろし小説。括弧内の日付は1話毎の連載期間。未書籍化。
連載小説
1. 執事カフェはてんてこまい!?（2008年12月28日）
2. セレブより愛をこめて?（2009年1月26日 - 30日）
3. 華麗なる大掃除!（2009年3月6日 - 13日）
4. 健康は一日にしてならず!（2009年8月18日 - 9月3日）

短編
- ハロウィンを守れ!（2008年10月31日）

携帯小説
ぽけっとB's-LOGにて配信された番外編小説。
- メープルちゃんを探せ!（2009年7月1日）

## 文庫
B's-LOG文庫（エンターブレイン）より発行。
1. レンタル執事 -オレが執事になった理由- ISBN 978-4-7577-4783-8（2009年3月14日発売）
2. レンタル執事 -派遣先は小説よりも奇なり- ISBN 978-4-7577-4887-3（2009年5月18日発売）
3. レンタル執事 -お嬢様のお気の向くまま- ISBN 978-4-7577-5035-7 （2009年8月12日発売）

## CD
ドラマCDがフロンティアワークスより発売。内容は藤咲あゆなの書き下ろし。第1巻はアニメイトTV・アニメイトON AIR!でのラジオ配信ページにて、ドラマCD第1巻よりショートストーリー第1話〜第3話までの期間限定無料先行配信が行われた。
- レンタル執事 Drama CD Vol.1（2009年8月26日発売 FCCN-0047）

キャラクターCDがフロンティアワークスより発売。各キャラクターが語りかけるという代物。
- レンタル執事 キャラクターCD（2010年4月21日発売 FCCN-0062）

## 漫画
コミックビーズログ キュン! Vol.1からVol.3まで連載された。作画は藤成ゆうきが担当。連載開始するにあたり、comic B's-LOG 2009年7月号・文庫本第3巻にて各々別の内容で予告編漫画が掲載された。
- レンタル執事　ISBN 978-4-04-726447-2（2010年4月1日発売）

## ラジオ

### レンタル執事 -天河の猫の手も借りたい･バトラジ-
アニメイトTVで2009年2月6日より配信しているインターネットラジオ。隔週金曜更新。パーソナリティは天上天河役を務める声優・下野紘。現在、次回配信予定日は不明。
コーナー
- プチレンタル・バトシス（第3回 - ）

リスナーから「執事をレンタルできるとしたら、誰にどんなサービスをしてほしい？」または「こんな執事がいたらうれしい」という題で寄せられたメールを紹介する。
- スペシャリストへの道!（第2回 - ）

未熟な主人公・天上天河を一人前の執事にするために、試練や訓練を与えるという名目のコーナー。リスナーから寄せられたやってほしいお題・課題に、天河役の下野紘が挑戦する。
配信・ゲスト
| 回数         | 配信日                         | タイトル                                    | ゲスト                                                 |
| ------------ | ------------------------------ | ------------------------------------------- | ------------------------------------------------------ |
| 第1回        | 2009/02/06 （同年06/05再配信） | ようこそいらっしゃいました、お嬢様          | 高橋広樹（ウィリアム・ロレンス役）、成田剣（間宮巧役） |
| 第2回        | 2009/02/20 （同年06/19再配信） | ありのままの私たち!                         | 高橋広樹（ウィリアム・ロレンス役）、成田剣（間宮巧役） |
| 第3回        | 2009/03/06 （同年07/03再配信） | それは“自分押し”ですか!?                    | 遊佐浩二（華神忍役）                                   |
| 第4回        | 2009/03/19 （同年07/17再配信） | いじられ続けて早幾年……                      | 遊佐浩二（華神忍役）                                   |
| 第5回        | 2009/04/03 （同年07/24再配信） | 下野君、手伝いにきたよ                      | 杉田智和（早見達郎役）                                 |
| 第6回        | 2009/04/17 （同年07/31再配信） | チェケナーゥ                                | 杉田智和（早見達郎役）                                 |
| 第7回        | 2009/05/01 （同年08/07再配信） | 大人になりたい……!                           | 高橋広樹（ウィリアム・ロレンス役）                     |
| 第8回        | 2009/05/15 （同年08/14再配信） | はい、ア〜ンして                            | 高橋広樹（ウィリアム・ロレンス役）                     |
| 特別回・前編 | 2009/08/28                     | 遊佐さんは優しいなぁ〜                      | 遊佐浩二（華神忍役）                                   |
| 特別回・後編 | 2009/09/11                     | 折角のアピールチャンス、有効に使わないとさ! | 遊佐浩二（華神忍役）                                   |

### レンタル執事 -バトラジモバイル-
アニメイトON AIR!で配信中の携帯ラジオ番組。インターネットラジオ『天河の猫の手も借りたい・バトラジ』同様、2009年2月6日から配信開始・隔週更新で、パーソナリティは下野紘。WEBラジオの裏話などをする新規録り下ろしショートラジオ番組。
配信・ゲスト出演履歴は#レンタル執事 -天河の猫の手も借りたい･バトラジ-の配信・ゲストを参照。

## 関連サイト
- レンタル執事 特設サイト
- ビーズログWeb
- フロンティアワークス
- レンタル執事 ‐天河の猫の手も借りたい・バトラジ‐ 配信ページ - ウェイバックマシン（2009年9月15日アーカイブ分）
- アニメイトON AIR!
- 轍（凪かすみ公式サイト）